# فتاة المصنع (فلم)
فتاة المصنع  هو فيلم مصري من إنتاج شركة داي دريم للإنتاج الفني، ومن إخراج محمد خان وبطولة هاني عادل، ياسمين رئيس، وسلوى خطاب. 
بدأ عرضه في دور العرض المصرية والإماراتية يوم 19 مارس 2014م. الفيلم أُنتج بدعم من 7 جهات هي صندوق إنجاز التابع لـمهرجان دبي السينمائي الدولي، صندوق سند التابع لـمهرجان أبوظبي السينمائي، مؤسسة GIZ، مؤسسة Global Film Initiative، مؤسسة Women in Film وصندوق دعم السينما التابع لـوزارة الثقافة المصرية. الفيلم حصل على جائزة أفضل ممثلة في مهرجان دبي السينمائي الدولي للبطلة ياسمين رئيس.

## القصة
تدور أحداث فتاة المصنع، حول هيام، وهي فتاة عمرها 21 سنة، تعمل مثل بنات حيها الفقير في مصنع ملابس، تعيش تجربة حب أمام تعنت المجتمع أمام هذه المشاعر.

## البطولة
| - ياسمين رئيس: هيام - هاني عادل: صلاح - سلوى خطاب: عيدة - سلوى محمد علي: سميرة - رغدة سعيد: ريم فتاة تعمل بالمصنع - إبتهال الصريطي: نصره - خيري بشارة: باشمهندس منير - سعاد القاضي - بتول الحداد: أسماء - جهاد مهدي - منة الليثي - نورهان عماد الدين | - سمر عبد الوهاب - ساجدة هشام: طفلة - حنان عادل - لانا مشتاق - سلمى دهب: مروى - محمد خليفة علي - هبة يسري - ماجدة منير - مريم المحلاوي - وفاء الشرقاوي - نهى حراز - نهى فؤاد | - ريهام الدسوقي - إبراهيم صلاح - خلود عيسى - مها عبد الله - سلافة غانم - حنان الفيومي - رزق رمضان - فاطمة حسن - يسرية المغربي - سوزان رضوان |

## روابط خارجية
- مقالات تستعمل روابط فنية بلا صلة مع ويكي بيانات